# Giuseppe Aragno
Giuseppe Aragno (Napoli, 19 gennaio 1946) è uno storico italiano del movimento operaio e dell'antifascismo.

## Biografia
Giuseppe Aragno nasce a Napoli il 19 gennaio 1946. Nel 1962, in seguito all'incontro con Giuseppe Grizzuti, segretario della sezione napoletana di Nuova Resistenza, si iscrive all'associazione studentesca fondata a Firenze nel 1961 dopo le sanguinose dimostrazioni seguite alla formazione del governo Tambroni. Nel 1970 entra nel Gruppo del Manifesto con Lucia Annunziata, Attilio Wanderlingh e Mario Catalano. Maestro elementare di ruolo nel 1971, nel 1974 si laurea in materie letterarie con 110 e lode presso la facoltà di Magistero dell'Università di Salerno, dov’è stato allievo di Renzo De Felice e Ferdinando Cordova e dove diventa esercitatore di Storia Contemporanea. Ottenuta l'abilitazione, insegna Lettere nelle scuole medie. Nel 1980 esce il suo primo saggio, intitolato Socialismo e sindacalismo rivoluzionario a Napoli in età giolittiana, pubblicato a Roma da Bulzoni. Alla fine degli anni ottanta entra a far del Direttivo provinciale della CGIL Scuola, che abbandona nel 1995. 
Dal 1994 al 2012 è cultore della materia e poi professore a contratto di Storia Contemporanea presso la facoltà di Scienze Politiche dell'Università Federico II di Napoli, prima con Gaetano Arfè e poi con Andrea Graziosi. Nel 1995 Laterza decide di premiare un testo inedito che si occupi dei problemi della scuola e della cultura nel Mezzogiorno, e affida l'assegnazione del premio a una giuria composta fra gli altri da Tullio De Mauro, Gianfranco Dioguardi, Antonio Pedone, Paolo Sylos Labini, Francesco Tateo e Giovanni Valentini. A vincere il premio è il lavoro presentato da Aragno assieme a Francesco Cormino. Nel 1997 il testo premiato diventa un libro di Laterza intitolato Un giacimento in fondo allo stivale. Scuola e Cultura nel Sud. Dei due saggi che lo compongono, quello di Aragno, intitolato I ritardi del Sud. Come e perché, riveduto e corretto, è stato ristampato nel 2020 da Castelvecchi nel volume a due mani di Anna Agelucci e dello stesso Aragno intitolato Le mani sulla scuola. 
Negli anni successivi partecipa a iniziative culturali e convegni storici nazionali e internazionali. Dal 2000 al 2003 fa parte del Comitato di Redazione del Dizionario Biografico degli anarchici italiani, pubblicato in  due volumi dalla Biblioteca Serantini di Pisa nel 2003, per il quale scrive più di 40 voci. Nel 2008 pubblica il saggio "Dall'irredentismo al fascismo", contenuto nel libro Fascismo e foibe. Ideologia e pratica della violenza nei Balcani, in cui analizza la storia dell'associazione napoletana "Pro Dalmazia" e del suo passaggio da posizioni irredentiste a una deriva anti-slava. Il 23 marzo 2010, il libro è stato inserito dal Corriere della Sera in una lista di pubblicazioni considerate negazioniste, dando seguito ad un'interrogazione parlamentare della deputata Paola Frassinetti che chiedeva di tener fuori dalle scuole le opere di storici che propugnassero tali tesi. In protesta contro l'articolo è stata inviata una lettera al direttore del Corriere da parte di numerosi accademici e intellettuali.
Nel 2009 pubblica Antifascismo popolare. I volti e le storie, mentre nel 2015 scrive a quattro mani con l'attore Alfredo Girardi l'opera teatrale Radio Libertà, rappresentata a Barcellona nello stesso anno e poi ancora nel 2020. Nella città catalana partecipa più volte al programma radiofonico Zibaldone, trasmesso da Contrabanda FM e condotto da Steven Forti. Il 25 aprile 2013 prende parte a Madrid a una commemorazione delle volontarie e dei volontari italiani che combatterono per la Repubblica di Spagna e tiene all'Universitad Complutense una lezione a due voci sulle brigate internazionali e sulla partecipazione degli antifascisti italiani alla guerra civile di Spagna con la storica Mirta Núñez y Díaz-Balart.
Nel 2015 è tra i promotori del Manifesto per la difesa della scuola pubblica, statale, libera e democratica. Nel 2017 entra nel Coordinamento di demA, movimento fondato da Luigi De Magistris. Nel 2018 è candidato alla Camera nelle liste di Potere al Popolo!, ma non è eletto. Nel 2018 pubblica il libro Le Quattro Giornate di Napoli. Storie di antifascisti. Nel 2020, dopo essersi allontanato da demA, è candidato alle elezioni suppletive per il Senato da Potere al Popolo! nuovamente senza successo; nel 2023 esce dal movimento. Membro dell'Officina dei Saperi sin dalla sua fondazione, è portavoce della “Rete per la Costituzione e l’Antifascismo”, che promuove il laboratorio politico "Gruppo19".
Nel 2024-25 contribuisce come esperto scientifico al progetto LiberAzione, incentrato sul recupero di materiale relativo alle quattro giornate di Napoli, finanziato dell'Unione Europea e sponsorizzato dal Comune di Napoli e dal Ministero della Cultura.
Aragno ha collaborato a lungo con Il Manifesto e con Liberazione e ha scritto su Roars e MicroMega; dal 2001 al 2021 è staro redattore della rivista online Fuoriregistro. Collabora inoltre con l'edizione napoletana di Repubblica, fa parte del Comitato Scientifico della rivista Resistenza-Resistoria e insegna Storia Contemporanea presso la Fondazione Humaniter di Napoli.

## Opere
- Socialismo e sindacalismo rivoluzionario a Napoli, Bulzoni, Roma, 1980.
- Siete piccini perché siete in ginocchio. Il “Fascio dei lavoratori”, prima sezione napoletana del P.S.I (1893.1894), Bulzoni, Roma, 1989. ISBN 978-8871190969
- Con Francesco D'Assisi Carmino, Il giacimento in fondo allo stivale. Scuola e cultura nel Sud, Laterza, Bari, 1997. ISBN  978-8842052456
- E però scrive, (raccolta di poesie), presentazione di Emanuela Cerutti, Intra Moenia, Napoli, 2003.
- La Camera del Lavoro di Napoli e i suoi militanti (1894-1900), La Città del Sole, Napoli, 2002.ISBN 8882921360
- Antifascismo popolare. I volti e le storie, Manifestolibri, Roma 2009. ISBN 978-8872855652
- Antifascismo e potere. Storia di Storie, Bastogi, Lecce, 2011. ISBN 978-8862734141
- Le Quattro Giornate di Napoli. Storie di antifascisti, Intra Moenia, Napoli, 2017. ISBN 978-8874212033
- Con Anna Angelucci, Le mani sulla scuola, La Crisi della libertà di insegnare e di imparare, Castelvecchi, Roma 2020. ISBN 978-8832827842
- Con Attilio Wandelingh, La Città dei cento bombardamenti e del riscatto delle Quattro Giornate, Intra Moenia, Napoli, 2020. ISBN  978-8874212408[27]
- Parole d’uomini e sassi, raccolta di racconti, Valtrend, Napoli, 2021. ISBN 978-8832024388[28]
- Il romanzo della Resurrezione, La Valle del Tempo, Napoli 2024 ISBN  979-1281993174

## Opere teatrali
- Radio Libertà, testo scritto con Alfredo Gilardi e messo in scena nel 2015 e 2020 a Barcellona con Luana Martucci della Carrozza d’oro[29]
- Due vite, radiodramma trasmesso nel 2021 da Radio Shamal, con la regia di Anita Pavone e le voci di Anita Pavone, Gianni Sallustro e Rosalba De Girolamo[30].